# Gnidosz Hacqueta

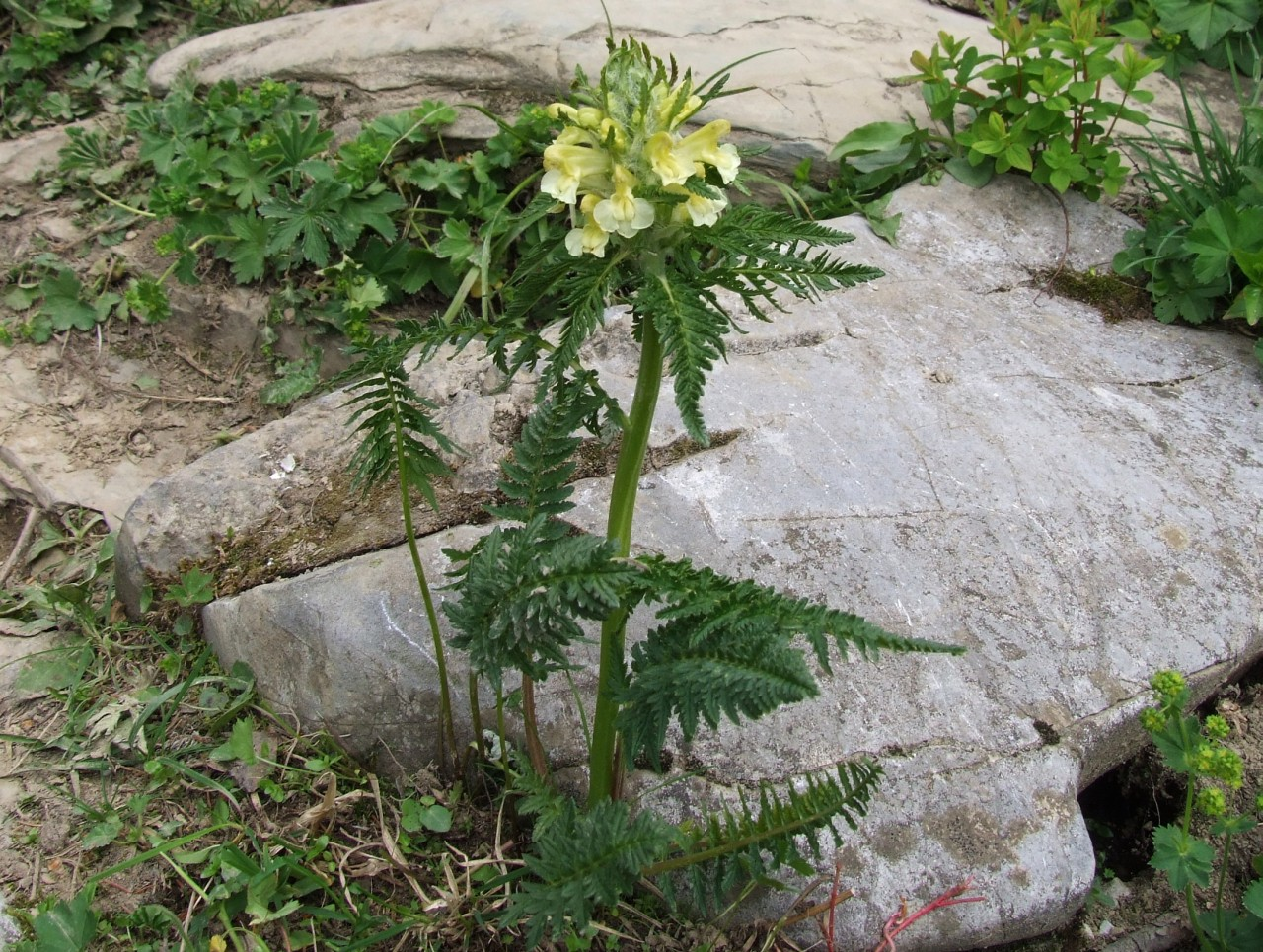

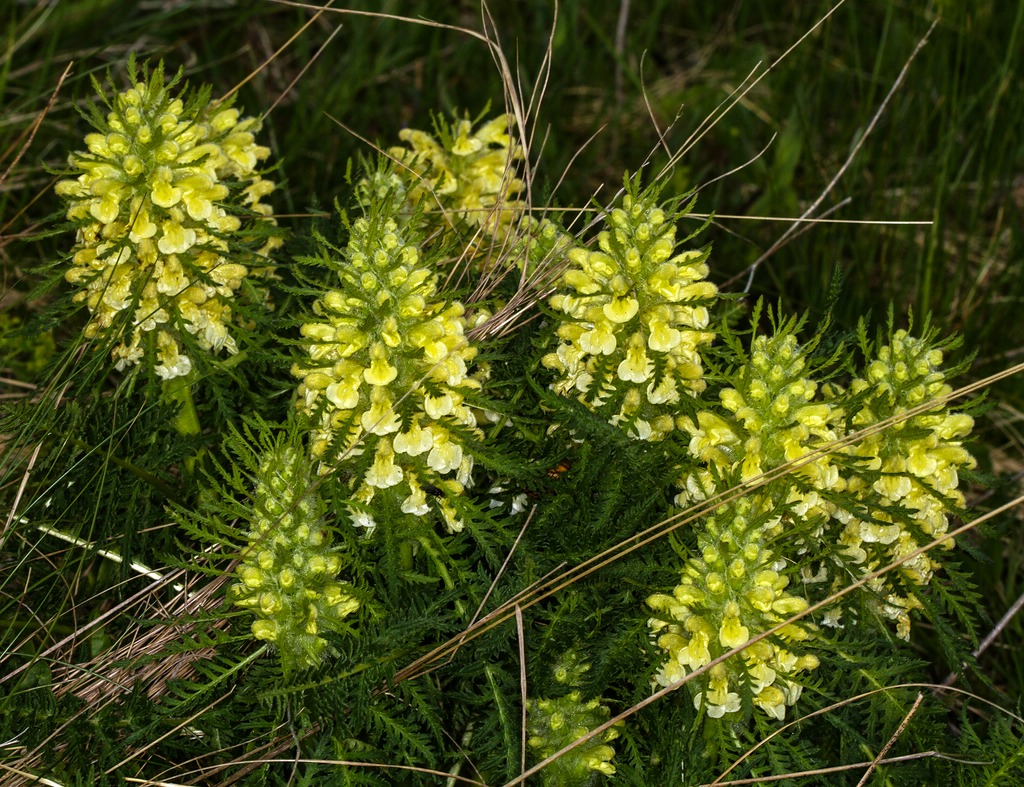

Gnidosz Hacqueta (Pedicularis hacquetii) – gatunek rośliny należący do rodziny zarazowatych. 

## Rozmieszczenie geograficzne
Występuje w górach środkowej i południowej Europy: w Alpach, Apeninach i Karpatach. W Polsce wyłącznie w Tatrach i na Babiej Górze. Na Babiej Górze występuje pomiędzy Diablakiem i Kościółkami. W Tatrach do 2008 r. potwierdzono występowanie na kilkunastu stanowiskach: Długi Giewont, Dolina Białego, Dolina Litworowa, Dolina Małej Łąki, Dolina Pięciu Stawów Polskich, Dolina Roztoki, Kobylarzowy Żleb, nad Morskim Okiem, Mięguszowieckie Szczyty, Niżnia Świstówka Małołącka, Ornak, Wielka Turnia, Sucha Dolina Giewoncka, Wielka Świstówka, Wielki Giewont, Wyżnia Świstówka Małołącka.

## Morfologia
ŁodygaProsta i nie rozgałęziająca się, wzniesiona, tęga. Osiąga wysokość 30–90 cm. Jest bruzdowana, owłosiona (zwłaszcza w górnej części).
LiścieUlistnienie skrętoległe. Liście nagie, duże, pierzastosieczne, piłkowano ząbkowane. Najwyższe liście są tylko pierzastoklapowane. Łatki oraz ząbki liści o szerokości 1,5–3 mm są podługowate lub jajowate.
KwiatyZebrane w szczytowy, gęsty kłos, górą zbity. Kwiaty grzbieciste, krótkoogonkowe, wyrastające w kątach wełnisto owłosionych przysadek. Kielich o 5 bardzo krótkich, trójkątnych ząbkach, z przodu rozcięty i cały owłosiony długimi włoskami. Dwuwargowa korona o długości 22–28 mm jest kremowożółta, jej rurka jest wewnątrz owłosiona. Pręciki 4, silnie owłosione.
OwocZawierająca jasnobrunatne nasiona torebka o długości ok. 1,5 cm.
Gatunki podobneW Polsce może być pomylony z gnidoszem dwubarwnym, który również występuje w Tatrach. Ten jednak jest mniejszy i ma dwubarwne kwiaty (jasnożółte z czerwoną plamą na górnej wardze. Jest też znacznie bardziej pospolity.

## Biologia i ekologia
Bylina, roślina przeważnie 3-letnia, rzadko tylko 4-letnia. Pędy kwiatowe wytwarza dopiero w 3 roku życia i po dojrzeniu nasion przeważnie obumiera. Kwitnie od lipca do sierpnia, jest owadopylna. Rośnie przeważnie na słonecznych i trawiastych stokach, szczególnie w ziołoroślach. Jest półpasożytem, pasożytującym na korzeniach roślin. Liczba chromosomów 2n = 16. W klasyfikacji zbiorowisk roślinnych gatunek charakterystyczny dla klasy (Cl.) Betulo-Adenostyletea.

## Zagrożenia i ochrona
Informacje o stopniu zagrożenia w Polsce na podstawie:
- Światowej listy IUCN – gatunek narażony na wymarcie w polskich Karpatach (kategoria zagrożenia VU)
- Polskiej Czerwonej Księgi Roślin (2001, 2014) – gatunek narażony na wymarcie (kategoria zagrożenia VU)[9].
- Czerwonej listy roślin i grzybów Polski (2006) – gatunek rzadki, potencjalnie zagrożony (kategoria zagrożenia R)[10]; 2016: VU (narażony)[11].

Stanowisko na Babiej Górze jest niezagrożone, gdyż znajduje się z dala od szlaków turystycznych. W Tatrach najbardziej zagrożone jest stanowisko przy ścieżce przez Dolinę Małej Łąki, bowiem ulega zadeptywaniu w wyniku masowego ruchu turystycznego. Populacje tatrzańskie liczą zazwyczaj od kilku do kilkudziesięciu osobników, najliczniejsza w Wielkiej Świstówce ma ponad 100 osobników. Zagrożeniem dla tego nielicznie u nas występującego gatunku jest również zjadanie go przez zwierzęta, szczególnie jelenie. Gatunek objęty ścisłą ochroną.